# Ctenobrycon
Ctenobrycon es un  género de peces de la familia Characidae en el orden de los Characiformes.

## Especies
Hay cinco especies en este género:
- Ctenobrycon alleni (C. H. Eigenmann & McAtee, 1907)
- Ctenobrycon hauxwellianus (Cope, 1870)
- Ctenobrycon multiradiatus (Steindachner, 1876)
- Ctenobrycon oliverai Benine, G. A. M. Lopes & Ron, 2010
- Ctenobrycon spilurus (Valenciennes, 1850)